# Retirada do Cabo de São Roque
Retirada do Cabo de São Roque é uma pintura de Henrique Bernardelli. A data de criação é 1927. A obra é do gênero pintura histórica. Está localizada em Museu Paulista. O foco da representação é uma bandeira de expulsão de holandeses no Brasil. A pintura foi uma encomenda de Afonso d'Escragnolle Taunay, então diretor do Museu Paulista, em 1921.

## Descrição
A obra foi produzida com tinta a óleo. Suas medidas são: 285 centímetros de altura e 180,5 centímetros de largura. Faz parte da Coleção Fundo Museu Paulista, com o número de inventário é 1-19539-0000-0000. Faz parte da galeria em frente ao Salão de Honra do museu, tendo relevância para expor a formação da nação brasileira e o suposto papel de liderança dos paulistas nessa formação da nação.
O motivo histórico da representação é a retomada de Pernambuco, em 1640. Participaram dessa disputa bandeirantes famosos como Antônio Raposo Tavares. A retomada fracassou, mas ficou conhecida na historiografia situações de suposta bravura de combatentes paulistas. O objetivo da obra era, originalmente, expor uma dessas situações, de acordo com instruções oferecidas ao pintor por Taunay.
Destaca-se na técnica de Bernardelli neste quadro a representação cuidadosa dos indígenas, com a tentativa de tornar precisa a observação étnica.

## Contexto
Retirada do Cabo de São Roque faz parte de um conjunto de representações sobre bandeirantes no acervo do Museu Paulista, incluindo Ciclo do ouro, de Rodolfo Amoedo, e Ciclo da caça ao índio, do próprio Bernardelli. O pintor, aliás, dedicou quatro décadas de sua carreira à representação de bandeirantes.
O quadro foi apresentado num contexto de controvérsia entre Bernardelli e Taunay, que havia encomendado a obra. Na visão de Taunay, o bandeirante deveria ser retratado como um herói, a quem estava dado o controle da desbravamento territorial e formação nacional no período colonial; Bernardelli apresentou o bandeirante como em conflito com a natureza, não como dominante. Taunay pediu ao pintor que representasse o bandeirante como um soldado, pondo-lhe trajes militares; Bernardelli discorda, alegando que se deveria expor o cansaço na retirada, num ambiente inóspito. Em resposta, Taunay reforça o pedido e inclui apreciação de Washington Luís, a quem finalmente caberia o pagamento pela obra:
| “ | O Presidente conversou comigo acerca do seu esboceto, mostrando um ponto de vista inteiramente diverso da concepção do quadro. Ele acha que a composição assim como está não pode de todo servir ao Museu, porque dá ideia de uma retirada em que a soldadesca está inteiramente desanimada senão desmoralizada. Entende ele que a se fazer o painel só pode ser numa cena animada de escaramuça por exemplo com os holandeses para mostrar que o batalhão paulista mantinha integra a sua força de emulo durante toda a retirada. Entendo que toda razão me assiste e realmente dada a feição educativa dos museus é mais natural que o quadro exalte as qualidades de resistência da nossa tropa do que de uma impressão de desânimo e abatimento. Não acha também melhor? Não seria difícil fazer a modificação neste sentido. | ” |

Nesse contexto, Bernardelli atende às exigências do diretor do Museu Paulista, mas para Taunay a composição segue "tristonha" e não expressa plenamente o caráter militar da retomada de Pernambuco. A intervenção de Washington Luís revela a interferência estatal na produção do acervo do Museu Paulista e a construção de uma história de preponderância paulista na formação nacional brasileira.

## Análise
Apesar da pressão de Taunay para que a retomada de Pernambuco fosse representada com caráter militar triunfal, a pintura de Bernardelli foi interpretada como sendo uma cena sem heroísmo, em que as personagens, enfileiradas, aparecem cansadas e, a não ser o líder bandeirante e uma indígena, prestes a desistir. Há, em coerência com o programa pictórico de Bernardelli, a representação dos indígenas como superando os europeus na natureza inóspita.